# I-1 (Bulgarien)
Die I-1 (bulgarisch Републикански път І-1 Republikanski pat I-1, also Republikstraße I-1) ist eine Hauptstraße (erster Ordnung) in Bulgarien. Sie führt von der rumänisch-bulgarischen Grenze bei Widin zur griechisch-bulgarischen Grenze bei Kulata. Damit stellt sie eine wichtige Nord-Süd-Verbindung dar.

## Verlauf
Die Straße fängt an der Donaubrücke 2 nordöstlich von Widin an, wo sie den rumänischen Drum național 56 fortsetzt. Nachdem sie die Stadt als vierspurige Schnellstraße umgeht, führt sie weiter Richtung Dimowo, welches sie auch durchquert. Nun ändert sie ihre Richtung nach Südwesten und führt nach Montana. Sie umfährt Montana, ebenso wie Wraza und führt nach Mesdra. Wenige Kilometer nach Mesdra zweigt die durch die Iskar-Schlucht führende Straße II-16 ab, die über Swoge nach Sofia führt. Ab Mesdra wird die Straße bis Botewgrad vierstreifig ausgebaut. Dieser Abschnitt führt durch ein Tal. Botewgrad wird westlich umfahren. Davor zweigt die Republikstraße 17, welche die Stadt im Norden und Osten umringt. Die I-1 nimmt eine südliche Richtung ein, bis sie auf die A2 trifft. Sie folgt der Autobahn parallel bis zur Außengrenze der Hauptstadt Sofia. Hier treffen die A2, die Ringstraße der Stadt, die I-6 und die A6 mit der I-1 zusammen. Nach diesem Autobahnkreuz bzw. zwei Verkehrstrompeten führt die Straße in die Hauptstadt. Einen genauen Verlauf in Sofia gibt es jedoch nicht.
Sie verlässt die Stadt gemeinsam mit der I-6 südwestlich, wieder an einer Kreuzung mit der Ringstraße (II-18) und verläuft Richtung Pernik. Ab der Autobahnausfahrt bei Pernik, wo sie sich von der I-6 wieder trennt, wird die Republikstraße 1 gemeinsam mit der A3 Struma geführt. Vor Dupniza verlässt sie wieder die Autobahn. Nach der Stadt verläuft sie parallel zur A3, immer Richtung Süden.
In der Nähe von Blagoewgrad entfernt sie sich von der Autobahn weitestgehend und verläuft bis Kresna durch gebirgiges Terrain. Hier wird auch die Autobahn A3 weitergebaut. Nach Kresna existiert die Autobahn wieder und beide teilen sich die Strecke. Ein letztes Mal teilen sich beide in der Nähe von Sandanski. Danach führt die A3 gemeinsam mit der I-1 bis zur griechischen Grenze bei Kulata. Dort geht sie in die Autobahn 25 über.